# Marius Mirică
Marius Mirică (n. 22 mai 1985, Brașov, România) este un compozitor și producător muzical român de muzică dance, cunoscut mai ales ca membru component al proiectului muzical Narcotic Sound & Christian D.

## Biografie
Marius Mirică s-a născut pe 22 mai 1985 în Brașov, România. A început să compună de la vârsta de 14 ani, într-un studio de producție muzicală din orașul natal. După ce a prezentat un demo, produs pe propriul computer, muzicienii din studio l-au integrat în echipă, apreciind talentul său. În paralel, a lucrat ca producător pentru un post de radio din Brașov.
Suena este prima producție semnată Narcotic Sound, urmată de piesa Hope. În 2010 Narcotic Sound și Christian D au lansat hitul Mamasita, care a ajuns în topurile muzicale din mai multe țări. Apoi au urmat single-urile Danca Bonito și Poesia de Amor (tot alǎturi de Christian D).
Narcotic Sound a compus pentru mai mulți artiști de pe piața muzicală autohtonă, printre care: 3rei Sud Est, Delia, Anna Lesko, Like Chocolate, Impact, Matteo, Cristi Stanciu și a remixat pentru Activ, Play & Win, Voltaj și alții.